# Samuel Olof Tilas
Samuel Olof Tilas, född 29 augusti 1744, död 12 september 1772, var en svensk friherre, poet och så småningom kommissionssekreterare i Konstantinopel. 

## Biografi
Samuel Olof Tilas tillhörde adelsätten Tilas och var son till Daniel Tilas och Anna Chatarina Åkerhielm af Margethelund. Familjen levde under svåra ekonomiska förhållanden, som förvärrades efter en brand 1751 som förstörde deras hem och faderns samlingar. På grund av familjens situation uppfostrades Samuel Olof av sin morfar, den tidigare riksrådet Samuel Åkerhielm, på egendomen Margretelund.
Tilas skrev tillfällighetsdikt, satirer och naturlyrik. Många av hans dikter finns tryckta i tidskriften Swenske parnassen från 1785. Tilas var medlem av flera litterära sällskap, bland annat Utile Dulci. 